# Arrondissement Bressuire
Bressuire is een arrondissement van het Franse departement Deux-Sèvres in de regio Nouvelle-Aquitaine. De onderprefectuur is Bressuire. Oorspronkelijk werd het arrondissement op 17 februari 1800 opgericht als het arrondissement Thouars. In 1804 werd de onderprefectuur echter van Thouars verplaatst naar Bressuire en kreeg het arrondissement zijn huidige naam.

## Kantons
Het arrondissement was tot 2014 samengesteld uit de volgende kantons:
- Kanton Argenton-les-Vallées
- Kanton Bressuire
- Kanton Cerizay
- Kanton Mauléon
- Kanton Saint-Varent
- Kanton Thouars-1
- Kanton Thouars-2

Na de herindeling van de kantons door het decreet van 18 februari 2014 met uitwerking op 22 maart 2015 omvat het arrondissement volgende kantons:
- Kanton Bressuire
- Kanton Cerizay
- Kanton Mauléon
- Kanton Thouars
- Kanton Le Val de Thouet ( deel : 17/28 )